# تيس أوستينغ
تيس أوستينغ (بالهولندية: Thijs Oosting)‏ هو لاعب كرة قدم هولندي في مركز الوسط، ولد في 11 مايو 2000 في إيمين في هولندا. لعب مع Jong AZ ‏.

## وصلات خارجية
- تيس أوستينغ على موقع قاعدة بيانات كرة القدم.إي يو (الإنجليزية)
- تيس أوستينغ على موقع Soccerway.com (الإنجليزية)
- تيس أوستينغ على موقع عالم كرة القدم.نت (الإنجليزية)